# Phaneroptera hackeri
Phaneroptera hackeri är en insektsart som beskrevs av Carl Otto Harz 1988. Phaneroptera hackeri ingår i släktet Phaneroptera och familjen vårtbitare. Inga underarter finns listade i Catalogue of Life.